# Reinfalzalm
Die Reinfalzalm ist eine 239 Hektar große Alm in der Gemeinde Bad Ischl im österreichischen Bundesland Oberösterreich. Die im Besitz der Österreichischen Bundesforste befindliche Alm liegt nördlich der Zwerchwand, im Westteil des Toten Gebirges, in einer Seehöhe von 1000 m ü. A. Die Reinfalzalm ist eine Servitutsalm mit einem berechtigten Almbauern. Auf einer Weidefläche von 7 Hektar werden etwa 6 Rinder behirtet. Zur Alm führt eine nicht öffentliche Forststraße. 

## Geologie
Zwischen der Reinfalzalm und dem Hohen Rosenkogel wurde vom 15. bis zur Mitte des 16. Jahrhunderts Limonit abgebaut. Die hydrothermale Begleitmineralisation besteht aus Schwefelkies, Bleiglanz, Zinkblende und Cerussit. Dem Bergbau mit drei Stollen war bereits um 1500 eine Vitriolsiederei für die Schwefelsäure-Erzeugung angeschlossen. Diese musste auf Befehl von Kaiser Ferdinand I. wegen des hohen Holzverbrauchs zugunsten des im Jahr 1563 begonnenen Salzabbaus im Ischler Salzberg eingestellt werden. Noch heute sind auf der Reinfalzalm Spuren von Stollen sowie rote Haldenrückstände der Vitriolsiederei zu finden.

## Wanderwege
- Von der Ortschaft Perneck
- Von der Hoisenradalm
- Von der Hütteneckalm